# Cricotopus
Genre
Taxons de rang inférieur
- Cricotopus (Cricotopus) van der Wulp, 1874
- Cricotopus (Isocladius) Kieffer, 1909

Cricotopus est un genre de diptères nématocères de la famille des Chironomidae et de la sous-famille des Orthocladiinae. 
Des larves de certaines espèces sont connues pour coloniser des colonies globulaires de la cyanobactérie Nostoc verrucosum. Le phénomène a été noté dans un torrent de montagne espagnol. La découverte date d’octobre 1998. Dans cet environnement, la larve n’a été trouvée qu’à l’intérieur de globules de nostoc et jamais sur le substrat.

## Aperçu des espèces
Cricotopus acornis - 
Cricotopus albitarsis - 
Cricotopus annuliventris - 
Cricotopus aucklandensis - 
Cricotopus bicinctus - 
Cricotopus brevicornis - 
Cricotopus cingulatus - 
Cricotopus conicornis - 
Cricotopus elegans - 
Cricotopus gressitti - 
Cricotopus hillmani - 
Cricotopus howensis - 
Cricotopus ogasaseptimus - 
Cricotopus ogasasextus - 
Cricotopus parbicinctus - 
Cricotopus planus - 
Cricotopus quadrizonatus - 
Cricotopus sabroskyi - 
Cricotopus tasmania - 
Cricotopus varicornis - 
Cricotopus vicenti - 
Cricotopus wangi - 
Cricotopus zealandicus